# Свирепий (міноносець)
«Свирепий» — міноносець типу «Сокол». У 1918 році входив до складу Британських морських сил під назвою «N 204». На початку 1923 року мав нову назву «Лейтенант Шмідт». Терміни служби — 1898—1927 рр.

## Будівництво корабля
Побудований по суднобудівній програмі того часу в 1895 році. На відміну від свого прототипа, «Сокола», отримав більш міцний корпус шляхом установки додаткових стрингерів у районі машинних і котельних відділень, і збільшену по товщині обшивку корпуса. Своєю чергою, кардинально відрізнялося внутрішнє розміщення вугільних бункерів і допоміжного обладнання на кораблі.
Договір щодо будівництва корабля був укладений 24 листопада 1898 року. Для цієї серії кораблів Чорноморського флоту котли вугільного і нафтового опалення будувалася нерозбірними.
Корабель почали будувати в серпні 1899 року на судноверфі заводу «В. Крейтон і Ко» в Санкт-Петербурзі. 23 листопада 1899 року він уже був зарахований до списків суден Чорноморського флоту. Спущений на воду 7 вересня 1901 року, експлуатацію розпочато з вересня 1902 року.
У період з осені 1902-го і до початку 1903 року здійснив перехід з Балтики до Севастополя. Завдяки угоді з владою Туреччини кораблям із Балтики вдалося пройти через Чорноморські протоки Босфор та Дарданелли в роззброєному стані. Пройшов капітальний ремонт корпусу і механізмів на Миколаївському адміралтейському заводі, де було замінено трубки в котлах в 1908 році. Крім того, на верхню палубу був винесений камбуз, поставлені місток і штурманська рубка, дерев'яна внутрішня обшивка замінена на залізну.
У 1915—1916 роках здійснений повторний ремонт із переобладнанням у тральник.

## У роки Першої світової війни
У період Першої світової війни брав участь у набігових операціях на комунікації противника, надавав артилерійську підтримку сухопутним військам, ескортував і здійснював протичовнову оборону головних сил флоту, ніс вартову і конвойну служби.
29 грудня 1917 року увійшов до складу Червоного Чорноморського флоту. З березня 1918 року перебував у Севастопольському військовому порту на довготривалому зберіганні. 1 травня 1918 року був захоплений німецькими військами, а 24 листопада 1918 року — англо-французькими інтервентами та під літерою «N 204» включений до складу Британських військово-морських сил.
3 квітня 1919 року відбув із Севастополя до Новоросійська. 3 травня 1919 року включений до складу білогвардійських морських сил Півдня Росії. 14 листопада 1920 року залишений в несправному стані врангелівцями, під час евакуації із Севастополя до Стамбула, на наступний день був захоплений частинами Робочо-селянської Червоної армії і в грудні 1920 року, після постановки на ремонт, включений до складу Морських сил Чорного моря.
12 липня 1921 року знову введений у стрій. З 31 грудня 1922 р. мав нову назву «Лейтенант Шмідт».
29 квітня 1927 року був роззброєний і виключений зі списків суден Робочо-Християнського Флоту з передачею «Комгосфонд» для розбирання на метал.